# Steve Austria

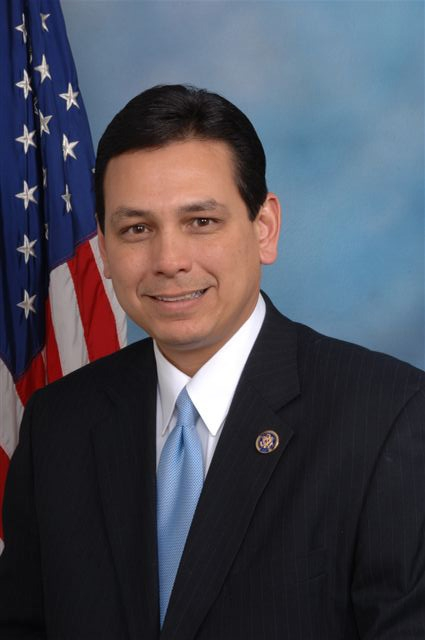
Steve Austria

Stephen „Steve“ Austria (* 12. Oktober 1958 in Cincinnati, Ohio) ist ein US-amerikanischer Politiker der Republikanischen Partei. Von 2009 bis 2013 war er als erster Sohn philippinischer Einwanderer Mitglied des Repräsentantenhauses der Vereinigten Staaten für den 7. Kongressdistrikt des Bundesstaates Ohio.

## Biografie
Austria wurde als Sohn philippinischer Einwanderer in Cincinnati geboren. Sein Vater war zum Medizinstudium in die USA gekommen. Steve Austria schloss die Carroll High School 1977 ab und studierte daraufhin an der Marquette University. Bevor er in das Repräsentantenhaus von Ohio gewählt wurde, war er als Finanzberater tätig. Über 7 Jahre diente er als Senator im Senat von Ohio.
2009 zog er schließlich als Vertreter des 7. Kongressdistrikts von Ohio ins US-Repräsentantenhaus ein, nachdem er bei der Wahl 2008 58,2 Prozent der Wählerstimmen erreicht hatte. Er folgte auf Dave Hobson, der nicht mehr angetreten war. Bei der Wahl 2010 verteidigte er seinen Sitz mit 62,5 Prozent der Wählerstimmen. Er war Mitglied im Committee on Appropriations.
Kurz vor dem Jahreswechsel 2011 kündigte Austria an, zur Wahl 2012 nicht mehr anzutreten, da sein Wahlbezirk nach den Ergebnissen der Volkszählung 2010 aufgeteilt wurde und Austria gegen republikanische Parteigenossen hätte antreten müssen, um im Kongress zu bleiben. Er schied am 3. Januar 2013 aus dem Amt.
Austria lebt mit seiner Frau Eileen und den 3 Kindern in Beavercreek. Er ist römisch-katholischen Glaubens.